# Anna Paulowna Literatuurprijs
De Anna Paulowna Literatuurprijs was van 2002 tot 2011 een literatuurprijs van de voormalige Noord-Hollandse gemeente Anna Paulowna.

## Geschiedenis
Ieder even jaar kende de gemeente Anna Paulowna een literatuurprijs toe aan een verhaal, gedicht of essay. Dit moest geschreven zijn door een inwoner of oud-inwoner van de gemeente en gaan over Anna Paulowna in de periode vanaf 1950. 
Ten tijde van het opgaan van Anna Paulowna in gemeente Hollandse Kroon werd de prijs afgeschaft. Ter gelegenheid daarvan verscheen de bundel De Anna Paulowna literatuurprijs 2002-2010 (Kokon, 2011), met daarin opgenomen de winnende verhalen en gedichten.